# Pawel Sergejewitsch Morschtschinin
Pawel Sergejewitsch Morschtschinin (russisch Павел Сергеевич Морщинин; * 22. Januar 1933 in Krasnoje Selo; † 30. Mai 2009 ebenda) war ein sowjetischer Skilangläufer.
Morschtschinin, der für den Spartak Leningrad startete, wurde im Jahr 1959 sowjetischer Meister mit der Staffel. Zudem belegte er bei sowjetischen Meisterschaften im Jahr 1957 den zweiten Platz über 15 km und den dritten Platz mit der Staffel sowie im Jahr 1961 jeweils den zweiten Platz über 50 km und mit der Staffel. Bei seiner einzigen Olympiateilnahme im Februar 1960 in Squaw Valley errang er den 16. Platz über 15 km.